# Europa (monnaie)

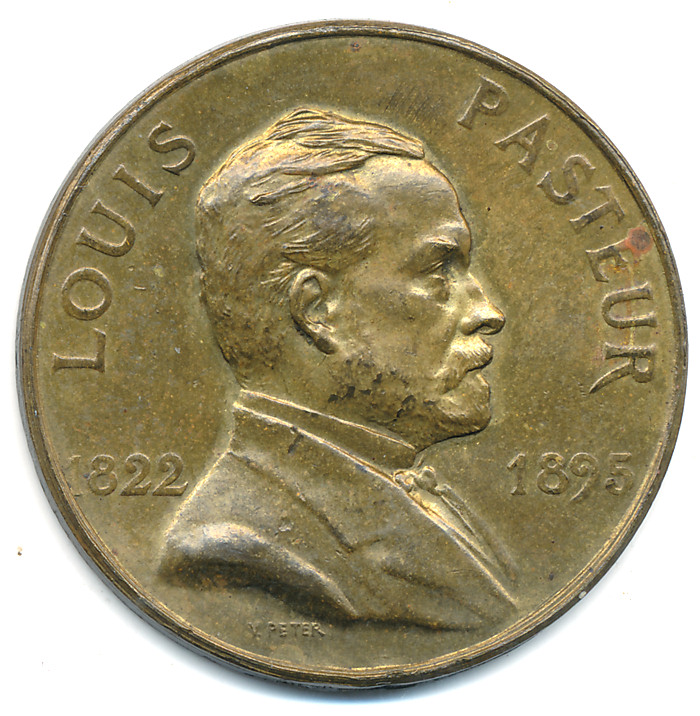
Monnaie de 1/10e d'Europa, portrait de Louis Pasteur, 1928, bronze, 32 mm.

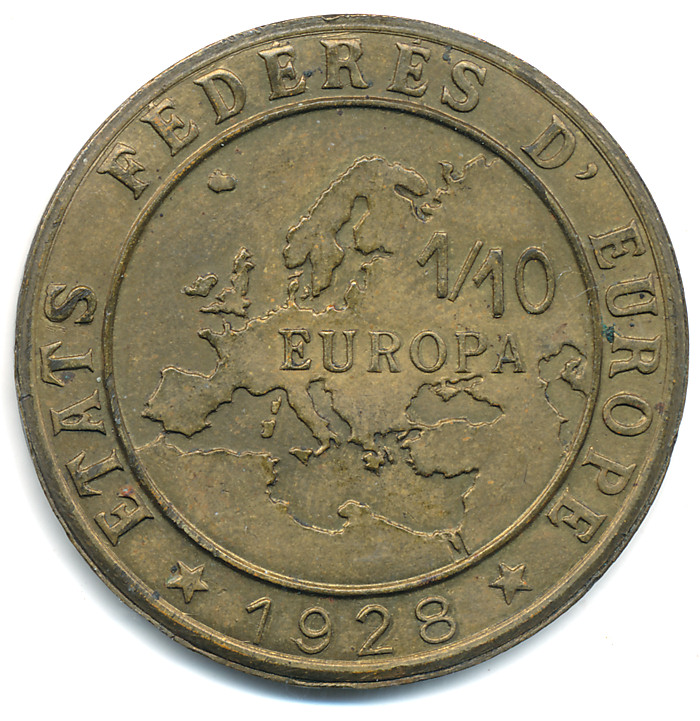
Revers de la monnaie de 1/10e d'Europa, 1928, bronze, 32 mm.

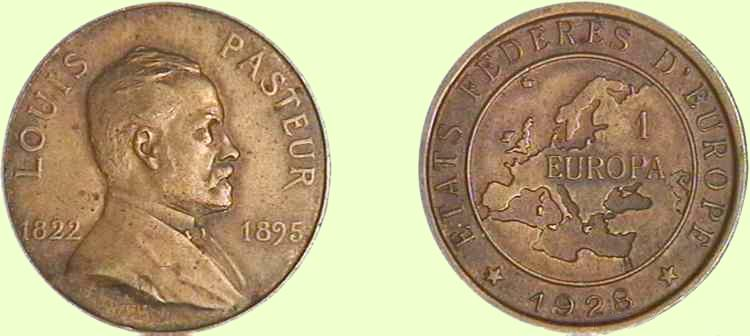
Pièce d'1 Europa, à l'effigie de Louis Pasteur

Pour les articles homonymes, voir Europa.
L'Europa est une monnaie créée en 1928 par Joseph Archer, ingénieur des mines et maire de Cizely dans la Nièvre, et promue par Philibert Besson, député de la Haute-Loire et maire de Vorey, tous deux fondateurs du mouvement fédériste d'Europe, à ne pas confondre avec le mouvement fédéraliste d'Europe. La fédération, selon Archer, n’unit pas des États, mais directement les individus et les peuples au sein d'un système d'association scientifiquement organisé.
Cette monnaie n'a jamais circulé officiellement, mais elle a été utilisée dans la Nièvre comme monnaie d'échange au sein de la « République fédériste de Cizely ».
Marqués par la Première Guerre mondiale, ses concepteurs pensaient ardemment que la paix et l'amitié entre les peuples viendraient d'une monnaie commune aux pays d'Europe.

## Caractéristiques
L'Europa était indexée sur la valeur des marchandises ou des services suivants :
- 2 kilogrammes d'acier
- 100 grammes de cuivre
- 30 centigrammes d'or
- 2 kilogrammes de blé
- 50 centilitres de vin à 10 degrés
- 200 grammes de viande
- 200 grammes de coton
- 30 minutes de travail
- 1 tonne kilométrique
- 10 kilowatts-heures.

L'Europa fut frappée en pièces de :
- 1 Europa : bronze, cuivre et étain
- 1/10 d'Europa : bronze

Pour l'avers de ces monnaies, c'est une œuvre du médailleur Victor Peter qui a été utilisée.
Elle fut éditée sous forme de bons de différentes valeurs, valables 1 an.